# Christiane Vallejo
 (juin 2025).
Christiane Vallejo ou Valejo est une chanteuse française de zouk, née[Quand ?] à Sainte-Marie en Martinique.

## Biographie
Elle est originaire de la Martinique. Elle commence son parcours artistique par la danse et le chant et intègre à l'âge de 15 ans la Chorale de sa paroisse en tant que mezzo-soprano. En 1987, elle est remarquée par le chanteur Ronald Tulle, puis de nombreuses rencontres suivront : Éric Virgal, Malavoi, Tabou Combo, Harry Diboula, Kali, Monique Séka, Beethova Obas, Tanya Saint-Val, Henri Guédon, Paulo Albin...  
Elle intègre en 1991 le groupe d'Eric Virgal avec qui elle fera sa première tournée à la Martinique, en Guadeloupe et en Haïti. Tout en travaillant, elle continue à se former. C'est ainsi qu'elle suit les cours du CIM, une école de Jazz à Paris, de 1993 à 1994. Elle évolue parallèlement avec un groupe de biguine-jazz, et le Christiane Vallejo Quartet, qu'elle fonde à l'école. Elle participe au Chant des Sirènes aux côtés de plusieurs artistes féminines dont Émeline Michel, Tanya Saint-Val et Céline Fleriag, puis à toutes les éditions jusqu'en 1999.
Le groupe Atomes est créé en 1998 à la suite d'une initiative du producteur Booguy. À l'écriture se retrouvent Peggy Bajal et Steeve Pierre-Louis. C'est à ce même Steeve qu'elle présente un jeune chanteur, Adriano Felicite. Ce dernier deviendra le partenaire de Christiane sur le duo-tube Ricolé. Ricolé la fait découvrir et Assassins la consacre. En 1999, son premier album, Autrement, réalisé avec Chris Lovard, Peggy, Didier, est produit par Yes Production. Le premier extrait est la chansons Pèsonn pa ni dwa.
Elle s'établit en Martinique en 2000. Elle continue à promouvoir son album et parallèlement elle écrit pour les autres et son premier essai est l'album Tempo Zouk sur lequel elle pose 4 titres interprétés par 4 jeunes chanteurs. En 2001, elle sort son second album solo Sans faux-semblants. Le Canada la découvre et plébiscite sa musique[réf. nécessaire]. Elle monte une formule live qui tourne en Martinique, Guadeloupe et en Guyane. 
En 2002, elle lance son groupe live Valéjolive & Ze Group. L'album, accompagné de 3 clips, remporte un certain succès[réf. nécessaire] avec 5 chansons qui sont numéro 1[réf. nécessaire].
C'est en mars 2004 qu'elle entame les premières compositions de son futur album. Tout d'abord, c’est l'idée de retravailler avec Medhy Custos qui la motive après le succès[réf. nécessaire] de Qu’est-ce qui ne va pas ?. S'attelant tous deux à la tâche, ils travaillent d'arrache-pied et en sort le titre Trahie qui offre à Christiane Vallejo une nouvelle dimension d'interprète[Interprétation personnelle ?] avec un titre oscillant entre zouk, compas et R’n’B.
Trahie préfigure une nouvelle période de succès[réf. nécessaire] pour la chanteuse qui s'ouvre de plus en plus au monde, étant demandée aux États-Unis et en Afrique[réf. nécessaire].
En juillet 2008, Christiane Valejo redevient Christiane Vallejo. Elle va chercher Sael pour le reggae, Marvin et Kalash pour le reggaeton, Marie-Jo Zarb qui lui écrit une chanson pop, Alfredo de La Fé, l'un des musiciens phares de la musique cubaine, l'accompagne sur Reste. Fidèle au zouk, sa musique, elle choisit des auteurs-compositeurs et arrangeurs : Médhy Custos, Princess Lover, Peggy Bajal, Steeve Pierre-Louis, Jocelyne Labylle, Eric Virgal, Marvin, et elle-même pour 15 titres.
Elle crée sa marque Fashion’S Queen et ouvre sa boutique en 2011. Elle sort son deuxième duo avec Kalash Bombshell Party. En 2012, elle revient sur les tubes du Zouk 2012 avec le duo Infidélité avec Dany P.
En 2014, elle sort un nouveau titre signé Warren, C comme ca et un vidéoclip tourné en cinéma avec une équipe professionnelle sur Paris[réf. nécessaire]. Elle interprète en 2015 un duo avec l'un de ses maîtres, Tony Chasseur, Moun ké di que Chasseur écrit pour eux. Parallèlement, elle collabore à la reprise du hit du groupe Il était une fois J'ai encore rêvé d'elle», un projet de Cédric Chevignac, co-interprété avec Alain Ajax.
L'année 2017 démarre avec un nouveau titre, Même si je l'aime, écrit par Christiane Vallejo et composé par Eric Virgal dont le vidéoclip est tourné en Guadeloupe[réf. nécessaire].
Christiane Vallejo collabore en 2018 avec Patrice Hulman pour reprendre le duo Viviane Rangon et Patrick Saint-Éloi Rékonsilyé

## Distinctions
- 2005 : Prix SACEM du meilleur zouk, pour le titre D'accord[2],
- 2010 : Prix SACEM du meilleur album zouk, pour Métamorphose.